# Robert Carthew Reynolds
Robert Carthew Reynolds (1745 i Lamorran, Cornwall – 24. december 1811 i Nordsøen, ud for Thorsminde) var søofficer og fra januar 1810 kontreadmiral i den britiske Royal Navy.
Under kanonbådskrigen efter Københavns bombardement var Reynolds på sit flagskib HMS St. George næstkommanderende for den britiske østersøflåde og skulle eskortere en konvoj af koffardiskibe fra Hanøbugten ved Karlshamn i Sydsverige til Storbritannien, men St. George og flere andre skibe forliste under julestormen 1811, hvorved Reynolds og næsten hele besætningen druknede.
Liget af Reynolds blev aldrig med sikkerhed fundet, men på Strandingsmuseum St. George i Thorsminde udstilles mange fundne genstande fra skibsvraget.

## Kaptajn på HMS Amazon
Under revolutionskrigene var Reynolds kaptajn på 36-kanons fregatten HMS Amazon under kommando af Edward Pellew på HMS Indefatigable, da de den 13. januar 1797 angreb og ødelagde det franske 74-kanons linjeskib Droits de l'Homme, da det stævnede ud fra Brest i Bretagne mod Irland. Den efterfølgende nat gik både hans eget skib og det franske på grund ved Plozévet med tab af flere hundrede franske menneskeliv. Reynolds evakuerede sit skib og besætningen kom i fransk fangenskab, men han udveksledes knap et år senere og vendte tilbage til Storbritannien, hvor han ved en krigsret blev frikendt for tabet af sit skib med æren i behold.
Reynolds fik efterfølgende kommandoen over prise-fregatten HMS Pomone i Biscayen og erobrede flere fjendtlige kapere. I kortere tid havde kommandoen over linjeskibet HMS Cumberland, HMS Orion, HMS Dreadnought og endelig HMS Princess Royal.
I 1808 udnævntes han som flagofficer, for at blive rear-admiral of the blue (kontreadmiral af de blå).

## Kontreadmiral på HMS St. George
Som kontreadmiral gjorde Reynolds januar 1810 HMS St. George til sit flagskib, efter det var blevet ombygget i Plymouth, og kommanderedes til Østersøen under ledelse af viceadmiral James Saumarez på HMS Victory. Såkaldt flagkaptajn på St. George var Joseph James, som maj 1810 afløstes af Daniel Oliver Guion.
Som østersøflådens næstkommanderende var kontreadmiral Reynolds på HMS St. George i november 1811 med til at lede en konvoj-eskorte af koffardiskibe fra Hanøbugten ved Karlshamn gennem indre danske farvande til Storbritannien.
St. George grundstødte 15. november ved Rødsand syd for Lolland og mistede rig og ror.
Skibet slap fri igen og gennemgik den næste måned reparationer.
Fra øen Vinga yderst i Gøteborgs skærgård afsejlede konvojen den 16. december, men St. George fik i Kattegat problemer med sit nødror i storm og høje søer og vendte om sammen med en del andre skibe.
Ved svenskekysten besluttes 21. december at gøre et nyt forsøg.

## Forliset 24. dec. 1811 syd for Thorsminde
En voldsom orkan fra nordvest pressede den 23. december 1811 skibene St. George, Defence, Cressy og Bellette ind mod den jyske vestkyst.
Det mislykkes for St. George at krydse op mod vinden, og kl. 6 om morgenen den 24. december grundstødte skibet 500 meter fra land på den yderste revle et par kilometer syd for Thorsminde og fik straks alvorlig slagside.
Følgeskibet HMS Defence var allerede da grundstødt nord for Thorsminde og ved at splintres af brådsøen.
Næsten alle 853 ombordværende på St. George druknede, men én overlevende John Anderson, huskede Reynolds sidste timer.
Efter grundstødningen forblev kontreadmiralen under dæk og blev først bragt på dækket alvorligt såret, da havet havde oversvømmet hans kahyt. Bare få timer senere bukkede han under, formentlig da en kæmpebølge ved 10-tiden rev 400 levende og døde med sig ud i det åbne hav.
Efter par dage efter gjordes der et forsøg på at finde hans lig ombord på skibet, men det blev ikke fundet og må være skyllet i land ligesom de hundreder af andre anonyme lig, som begravedes i de såkaldte Dødemandsbjerge i klitterne.

## Hjemme i Cornwall
Robert Carthew Reynolds døbtes 30. juli 1745 som søn af John Reynolds og hustru Elizabeth i Lamorran, tæt ved Cornwalls kyst sydøst for hovedbyen Truro. Den præcise fødselsdato er ikke kendt.
I 1780'erne boede kaptajn Reynolds i Penair i sognet St. Clement øst for Truro. Han skal have bygget Penair House, vistnok på St Clement's Hill i den østlige udkant af Truro, hvor nu Penair School ligger.
I St. Clements kirke findes et fint mindesmærke for kontreadmiralen.
- Den ældste søn, som også hed Robert, faldt 1804 i søkrig mod franskmændene i Martinique.
- Den yngste søn Barrington Reynolds (1786-1861) var 1797 med faderen ombord på HMS Amazon og kom i fransk fangenskab. Han arvede efter faderens død Penair House. Efter nogle år med svagelighed, blev han søofficer, deltog i afbrænding af de sidste slaveskibe i Brasilien og endte som viceadmiral.